# Hoenson
Hoenson is een historisch fiets-, bromfiets- en motorfietsmerk.
De bedrijfsnaam was D. Hoenson & Co. NV, Amsterdam, later N.V. Internationale Motoren- en Rijwielenfabriek, Maerten van Heemskerkstraat 69, Haarlem.
Hoenson leverde motorfietsen met 200- en 250 cc ILO-tweetaktblokjes, maar al eerder (jaren vijftig) bromfietsen die aanvankelijk onder de naam Ranger verkocht werden. Dit model uit 1955 was voorzien van een Myster-motorblokje en werd ook als Velenzo Bromzo verkocht. Het was dan ook een restpartij van de Velenzo-fietsenfabriek, die aan de Prins Hendrikkade in Amsterdam gevestigd was. Hoenson zat aan de Keizersgracht 296-f (2e verdieping). De Hoenson Super de Luxe kwam feitelijk van Express en was ook bekend als Express Radexi 1. Hoenson produceerde dus niets zelf, maar paste badge-engineering toe.
Handleiding en verslag van Hoenson restauratie: Hoenson restauratie project